# ミクリン公国
T：トヴェリ大公国、K：カシン公国、H：ホルム公国、M：ミクリン公国、
D：ドロゴブージ公国、Z：ズブツォフ公国

周辺の主な公国

MO：モスクワ大公国、N：ノヴゴロド公国、S：スモレンスク公国

ミクリン公国（ロシア語: Микулинское княжество）はミクリン（現ロシア・モスクワ州ミクリノ）を首都とした、トヴェリ大公国の分領公国である。1485年にモスクワ大公国領となって消滅した。
ミクリン公国は1339年、トヴェリ大公アレクサンドルが死亡した後、アレクサンドルの息子ミハイルがミクリンを受領し、成立した。
1364年にトヴェリ大公国領域にペストが流行し、複数の諸公や貴族（ボヤーレ）が病死した。その相続権をめぐる、生き残った公たちの紛争は、モスクワ大公国とリトアニア大公国の介入する軍事衝突へと発展した。すなわち、モスクワの支援を得たトヴェリ大公ヴァシリー、その息子のカシン公ミハイルに対し、ミクリン公ミハイルはリトアニアの支援を得てこれに抗戦した。その後1368年にトヴェリ大公ヴァシリーが死亡したため、ミクリン公ミハイルはトヴェリ大公位を手中に収めた。
1399年にミハイルが死亡した後は、ミクリン公国はミハイルの子フョードルへ、さらにその子孫へと継承されていった。最後のミクリン公アンドレイは、1485年にトヴェリ大公国がモスクワ大公国に併合した際に、モスクワ大公に仕え、同国の貴族となった。その子孫は、モスクワ大公国の貴族・ミクリンスキー家(ru)として16世紀半ばまで存続した。